# A Fidzsi-szigetek címere

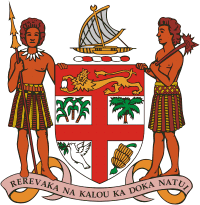
A Fidzsi-szigetek címere

A Fidzsi-szigetek címere a Fidzsi-szigetek egyik állami jelképe.

## Leírása
Vörös kereszt által negyedelt fehér színű pajzs, amelynek felső részén egy vízszintes vörös sávon aranyszínű oroszlán kókuszdiót tart a mancsai között. A negyedek közül az elsőben cukornádszálakat, a másodikban egy kókuszpálmát, a harmadikban pedig egy fehér galambot ábrázoltak, csőrében olajággal. A negyedik mezőben egy banánköteget helyeztek el. A pajzs fölött egy csónak látható. A pajzsot két őslakos férfi tartja, akik vörös színű szalagon állnak, melyen az ország mottója olvasható helyi nyelven: „Rerevaka na Kalonka doka na Tui” (Féld Istent és tiszteld a királynőt).

## Mottó
A címer mottója „Rerevaka na Kalonka doka na Tui” (Féld Istent és tiszteld a királynőt), annak ellenére, hogy a Fidzsi-szigetek államformája 1987 óta köztársaság, a mottóban szereplő királynő, II. Erzsébet 1987-ig töltötte be a Fidzsi-szigetek királynőjének (Queen of Fiji) tisztségét.

## Története
A címert 1908-ban adományozta az akkori brit koronagyarmatnak VII. Eduárd király.